# Lijst van voetbalinterlands Guyana - Saint Vincent en de Grenadines
Deze lijst van voetbalinterlands is een overzicht van alle officiële voetbalwedstrijden tussen de nationale teams van Guyana en Saint Vincent en de Grenadines. De landen speelden tot op heden acht keer tegen elkaar. De eerste ontmoeting was een groepswedstrijd tijdens de Caribbean Cup 2007 op 14 januari 2007 in Marabella (Trinidad en Tobago). Het laatste duel, een kwalificatiewedstrijd voor het Wereldkampioenschap voetbal 2018, vond plaats in Georgetown op 14 juni 2015.

## Wedstrijden
| № | Plaats        | Datum            | Competitie                      | Wedstrijd                        | Uitslag |
| - | ------------- | ---------------- | ------------------------------- | -------------------------------- | ------- |
| 1 | Marabella     | 14 januari 2007  | Caribbean Cup 2007              | Guyana − St. Vincent en de Gren. | 0 − 2   |
| 2 | Georgetown    | 13 januari 2008  | Vriendschappelijk               | Guyana − St. Vincent en de Gren. | 1 − 0   |
| 3 | Kingstown     | 27 januari 2008  | Vriendschappelijk               | St. Vincent en de Gren. − Guyana | 2 − 2   |
| 4 | Port of Spain | 6 november 2010  | Caribbean Cup 2010 kwalificatie | Guyana − St. Vincent en de Gren. | 2 − 0   |
| 5 | Kingstown     | 19 februari 2012 | Vriendschappelijk               | St. Vincent en de Gren. − Guyana | 1 − 0   |
| 6 | Gros Islet    | 21 oktober 2012  | Caribbean Cup 2012 kwalificatie | Guyana − St. Vincent en de Gren. | 1 − 2   |
| 7 | Kingstown     | 10 juni 2015     | WK 2018 kwalificatie            | St. Vincent en de Gren. − Guyana | 2 − 2   |
| 8 | Georgetown    | 14 juni 2015     | WK 2018 kwalificatie            | Guyana − St. Vincent en de Gren. | 4 − 4   |

## Samenvatting
| Competitie                 | Totaal gespeeld | Winst Guyana | Gelijk | Winst St. Vincent en de Gren. | Doelsaldo Guyana – St. Vincent en de Gren. |
| -------------------------- | --------------- | ------------ | ------ | ----------------------------- | ------------------------------------------ |
| WK-kwalificatie            | 2               | 0            | 2      | 0                             | 6 − 6                                      |
| Caribbean Cup              | 1               | 0            | 0      | 1                             | 0 − 2                                      |
| Caribbean Cup-kwalificatie | 2               | 1            | 0      | 1                             | 3 − 2                                      |
| Vriendschappelijk          | 3               | 1            | 1      | 1                             | 3 − 3                                      |
| Totaal                     | 8               | 2            | 3      | 3                             | 12 − 13                                    |

GFF · A-internationals · Olympisch elftal · Guyaans vrouwenelftal
Amerikaanse Maagdeneilanden ·
Anguilla ·
Antigua en Barbuda ·
Aruba ·
Bahama's ·
Barbados ·
Belize ·
Bermuda ·
Bolivia ·
Cambodja ·
Costa Rica ·
Cuba ·
Dominica ·
Dominicaanse Republiek ·
El Salvador ·
Ethiopië · 
Grenada ·
Guatemala ·
Haïti ·
India ·
Indonesië ·
Jamaica ·
Kaaimaneilanden ·
Kaapverdië ·
Mexico ·
Montserrat ·
Nederlandse Antillen ·
Panama ·
Puerto Rico ·
Saint Kitts en Nevis ·
Saint Lucia ·
Saint Vincent en de Grenadines ·
Suriname ·
Trinidad en Tobago ·
Turks- en Caicoseilanden ·
Verenigde Staten
SVGFF · A-internationals · Vrouwenelftal van Saint Vincent en de Grenadines
Amerikaanse Maagdeneilanden ·
Anguilla ·
Antigua en Barbuda ·
Aruba ·
Bahama's ·
Barbados ·
Belize ·
Bermuda ·
Britse Maagdeneilanden ·
Canada ·
Costa Rica ·
Cuba ·
Curaçao ·
Dominica ·
Dominicaanse Republiek ·
El Salvador · 
Grenada ·
Guatemala ·
Guyana ·
Haïti ·
Honduras ·
Jamaica ·
Kaaimaneilanden ·
Mexico ·
Montserrat ·
Nederlandse Antillen ·
Nicaragua ·
Puerto Rico ·
Saint Kitts en Nevis ·
Saint Lucia ·
Suriname ·
Trinidad en Tobago ·
Turks- en Caicoseilanden ·
Verenigde Staten